# Charles Duke

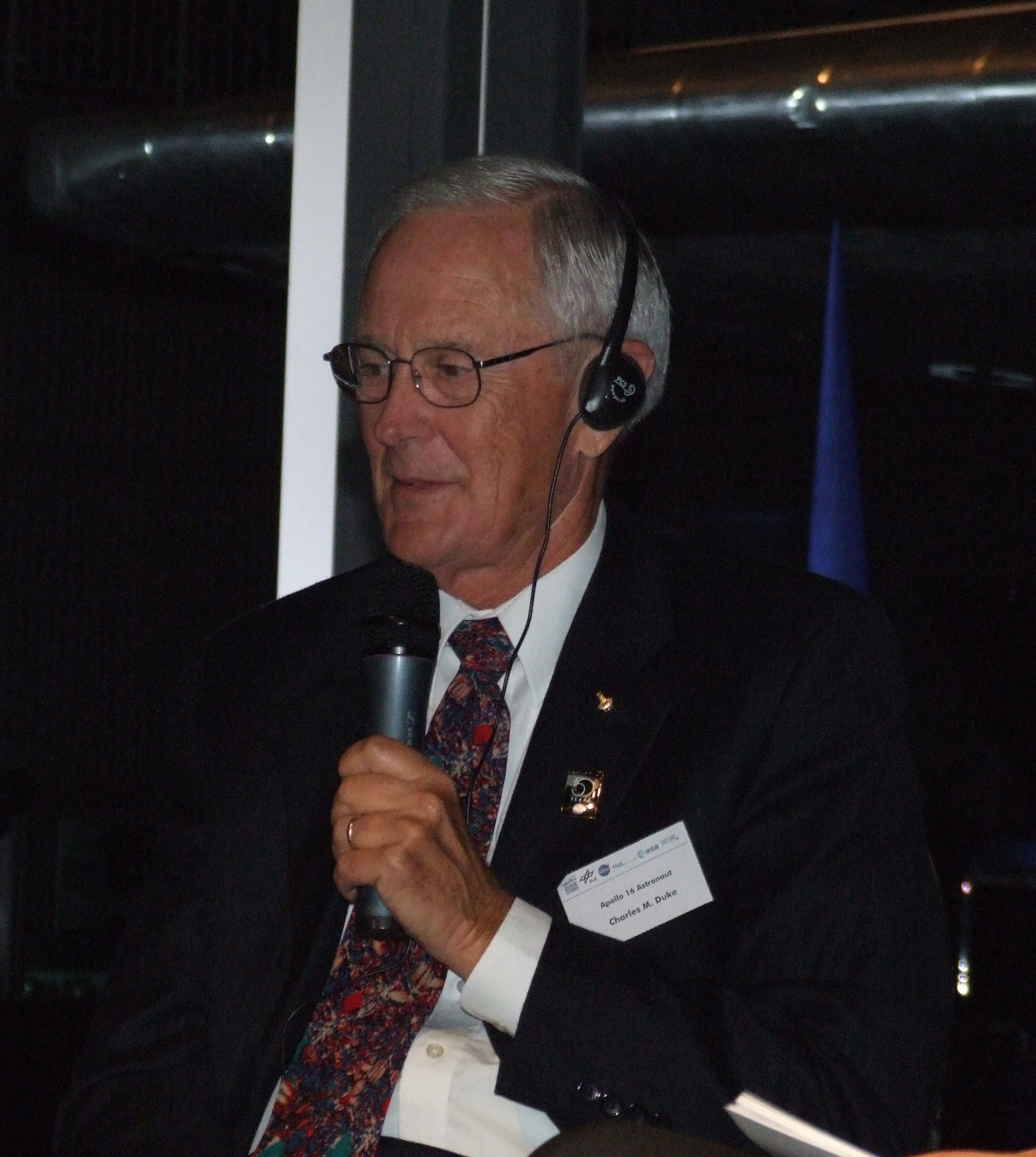
Charlie Duke am 2. Oktober 2008 im Technik-Museum Speyer

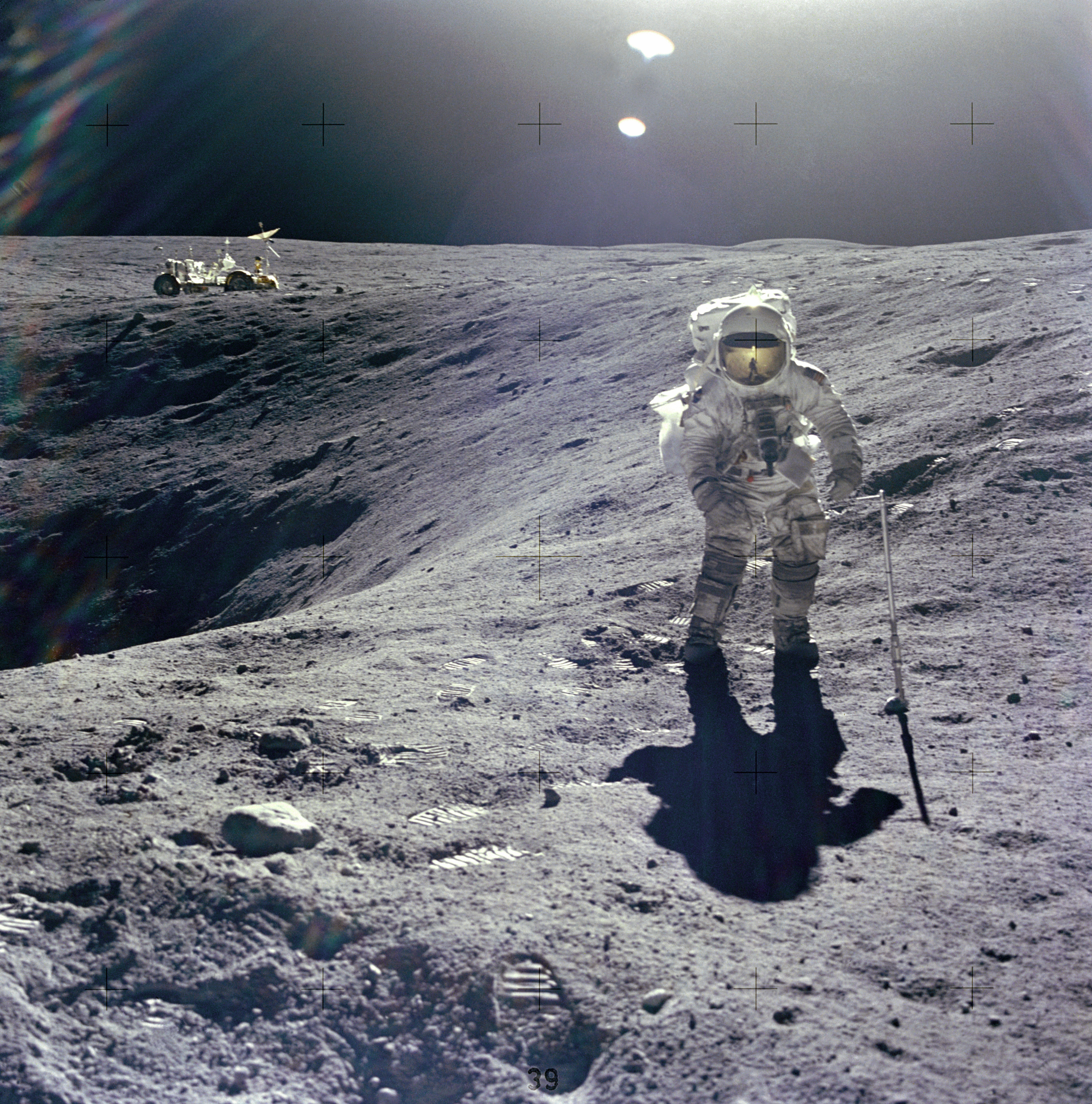
Charlie Duke am 21. April 1972 auf dem Mond, fotografiert von John Young

Charles Moss „Charlie“ Duke, Jr. (* 3. Oktober 1935 in Charlotte, North Carolina) ist ein ehemaliger amerikanischer Astronaut. Er war der zehnte Mensch, der den Mond betrat.

## Leben
Charles Duke wuchs in South Carolina auf und studierte nach der High School zunächst Marinetechnik. Die US-Marineakademie verlieh ihm 1957 einen Bachelor. Anschließend diente er als Kampfpilot drei Jahre auf der Ramstein Air Base in Deutschland. 1964 schloss er ein Studium am Massachusetts Institute of Technology mit einem Master als Luft- und Raumfahrtingenieur ab. 1965 wurde er Ausbilder an der Testpilotenschule der US Air Force.
1966 wurde Duke in die Astronautengruppe der NASA aufgenommen. Er war Capcom bei der ersten Mondlandung (Apollo 11) und später Ersatzpilot der Landefähre von Apollo 13. Wegen Dukes Erkrankung an Röteln konnte der eigentliche Pilot der Kommandokapsel, Ken Mattingly, nicht an der Mission teilnehmen, da er keine Antikörper in seinem Blut hatte und ein Ausbruch der Krankheit als wahrscheinlich galt, was jedoch nicht passierte.
Darauf war er Pilot der Landefähre von Apollo 16 unter dem Kommando von John Watts Young, Pilot der Kommandokapsel war Ken Mattingly. Zu dieser fünften bemannten Mondlandung hielt er sich im April 1972 während drei Exkursionen insgesamt rund 20 Stunden auf der freien Mondoberfläche auf. Mit 36 Jahren ist Duke der bisher jüngste Mensch, der auf dem Mond war. 
Young und Duke stellten einen Geschwindigkeitsrekord mit dem Mondrover auf. Sie fuhren mit 17 km/h den North Ray Krater herunter, obwohl der Rover offiziell nur für eine Geschwindigkeit von 8 km/h ausgelegt war. Der Rekord wurde von der Apollo 17 Crew gebrochen, die ihn bis heute hält. Bei ihren Fahrten haben Young und Duke insgesamt knapp 100 kg Mondgestein gesammelt.
Gegen Ende des Aufenthalts auf dem Mond versuchte Duke, in der verminderten Schwerkraft in die Höhe zu springen, so wie Young es zuvor mehrfach getan hatte. Duke verlor jedoch das Gleichgewicht und fiel nach hinten auf die Lebenserhaltungssysteme im Rucksack. Laut Duke war dies der einzige Moment des Fluges, in dem er Panik verspürte, denn ein Defekt an Lebenserhaltungssystemen oder Raumanzug hätte seinen sofortigen Tod bedeutet.
Duke war Ersatzpilot der Mondfähre für Apollo 17.
Duke, der verheiratet ist und zwei Söhne hat, schied im Dezember 1975 aus der NASA aus. Er ist Ehrenmitglied im Kuratorium des Arbeitskreises Christlicher Publizisten.
Am 18. Mai 2019 wurde ein Asteroid nach ihm benannt: (26382) Charlieduke.

## Werke
- Charles M. Duke, Moonwalker, Thomas Nelson Inc, 1990, ISBN 0-8407-9106-2
- Lunar Tribute, Dokumentarfilm, 2017[5]

## Weblinks

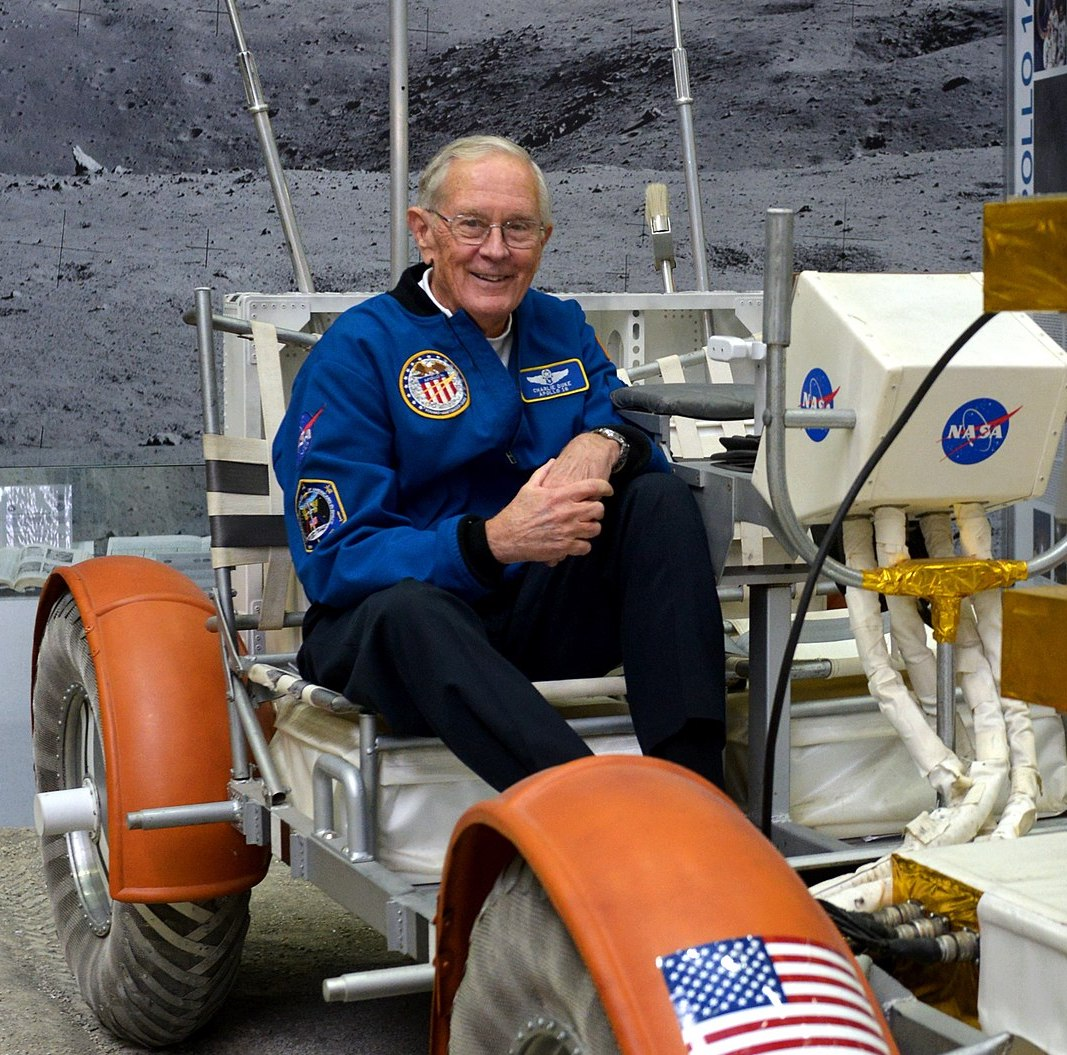
Astronaut und Moonwalker Charlie Duke, Apollo 16